# Sam Newfield
Sam Newfield, (Nova York, 6 de desembre de 1899 - Los Angeles, Califòrnia, 10 de novembre de 1964), nascut com a Samuel Neufeld, també conegut com a Sherman Scott o Peter Stewart, fou un director de cinema de sèrie B dels Estats Units. Newfield fou un dels directors més prolífics de la història del cinema nord-americà, apareixent en unes 250 pel·lícules, des del cinema mut i fins al 1958, moment en què es va jubilar. A més, també va dirigir comèdies, pel·lícules d'entreteniment, episodis de sèries de televisió i qualsevol cosa en què el paguessin. En alguna ocasió, va dirigir més de 20 pel·lícules l'any, motiu pel qual se l'ha anomenat el director més prolífic de l'era del cinema sonor.
Moltes de les pel·lícules de Newfield eren per la companyia Producers Releasing Corporation, dirigida pel seu germà Sigmund Neufeld. Les pel·lícules que la PRC va produir, en general, eren westerns, tot i que també es va fer cinema de terror i cinema policíac.

## Biografia
Newfield va acabar només un any d'institut, segons el cens del 1940. El seu germà Morris Neufeld era actor, segons el cens del 1930.
Sam Newfield aparegué com a Sherman Scott i Peter Stewart en diverses pel·lícules produïdes per la PRC. Utilitzava aquests només per amagar el fet que una persona era qui dirigia la majoria de les pel·lícules de l'empresa Producers Releasing Corporation.

## Filmografia
La filmografia completa es pot consultar a The Films of Sam Newfield. A continuació es mostra una selecció de les principals pel·lícules que va dirigir, en funció del nom que va utilitzar.

### Com a Sam Newfield
- Undercover Men (1934)
- Bulldog Courage (1935)
- The Fighting Deputy (1937)
- The Gambling Terror (1937)
- Trail of Vengeance (1937)
- The Terror of Tiny Town (1938)
- Six-Gun Trail (1938)
- The Fighting Renegade (1939)
- Marked Men (1940)
- The Mad Monster (1942)
- Tiger Fangs (1943)
- I Accuse My Parents (1944)
- Swing Hostess (1944)
- The Monster Maker (1944)
- His Brother's Ghost (1945)
- Shadows of Death (1945)
- The Lady Confesses (1945)
- Rustlers' Hideout (1945)
- Apology for Murder (1945)
- White Pongo (1945)
- Gas House Kids (1946)
- Outlaws of the Plains (1946)
- Money Madness (1948)
- Western Pacific Agent (1950)
- Skipalong Rosenbloom (1951)
- Lost Continent (1951)
- Lady in the Fog (aka Scotland Yard Inspector) (1952)
- The Gambler and the Lady (1952)
- Outlaw Women (1952)
- Thunder over Sangoland (1955)
- The Wild Dakotas (1956)
- The Three Outlaws (1956)
- Frontier Gambler (1956)
- Last of the Desperadoes (1956)
- Wolf Dog (1958)
- Flaming Frontier (1958)

### Com a Sherman Scott
- Hitler, Beast of Berlin (1939)
- I Take This Oath (1940)
- Billy the Kid's Gun Justice (1940)
- Billy the Kid's Fighting Pals (1941)
- Billy the Kid's Smoking Guns (1942)
- The Flying Serpent (1946)
- Lady at Midnight (1948)
- The Strange Mrs. Crane (1948)
- The Wild Weed (1949)
- She Shoulda Said No! (1949)

### Com a Peter Stewart
- Black Mountain Stage (1940)
- Adventure Island (1947)
- The Counterfeiters (1948)
- State Department: File 649 (1949)

### Estadístiques
Entre 1923 i 1930 Newfield va dirigir unes 50 comèdies. A continuació es mostren les estadístiques en nombre de pel·lícules per any a partir del 1933.
| 1933 | 1934 | 1935 | 1936 | 1937 | 1938 | 1939 | 1940 | 1941 | 1942 | 1943 | 1944 | 1945 |
| ---- | ---- | ---- | ---- | ---- | ---- | ---- | ---- | ---- | ---- | ---- | ---- | ---- |
| 3    | 4    | 7    | 14   | 17   | 15   | 13   | 14   | 13   | 19   | 18   | 12   | 12   |
| 1946 | 1947 | 1948 | 1949 | 1950 | 1951 | 1952 | 1953 | 1954 | 1955 | 1956 | 1957 | 1958 |
| 15   | 3    | 5    | 2    | 4    | 8    | 3    | 0    | 1    | 1    | 3    | 1    | 1    |